# Leclercera renqinensis
Leclercera renqinensis es una especie de araña araneomorfa del género Leclercera, familia Psilodercidae. Fue descrita científicamente por Chang & Li en 2020.
Habita en China. El holotipo masculino mide 3,30 mm y el paratipo femenino 2,82 mm.